# Краузе, Йоханнес
Йоханнес Краузе (Johannes Krause; род. 1980, г. Лайнефельде-Ворбис, Германия) — немецкий биохимик, пионер палеогенетики. Доктор философии (2008), профессор Тюбингенского университета, соруководитель Института истории человека Общества Макса Планка и глава отделения археогенетики; член Гейдельбергской академии наук, членкор Германского археологического института. Лауреат AAAS Newcomb Cleveland Prize (2010) и Thuringian Research Prize (2017).
Согласно характеристике Deutsche Welle (в марте 2021 года), ведущий немецкий представитель палеогенетики.

## Биография
Уроженец Тюрингии.
Изучал биохимию в Лейпциге и Ирландском национальном университете в Корке. В 2008 году получил степень доктора философии по генетике в Лейпцигском университете и Институте эволюционной антропологии Общества Макса Планка в Лейпциге, под началом Сванте Пэабо. Затем как постдок работал в институте Макса Планка в Лейпциге. С 2010 г. младший профессор палеогенетики, с 2013 г. фул-профессор, с 2015 г. почетный профессор архео- и палеогенетики в Тюбингенском университете. В 2014 году стал одним из двух директоров-основателей Института истории человека Общества Макса Планка в Йене, глава там отделения археогенетики. В 2017 г. один из директоров-основателей MHAAM (Max Planck Harvard Research Center for the Archaeoscience of the Ancient Mediterranean). В 2018 г. стал фул-профессором археогенетики Университета Фридриха Шиллера. В июне 2020 г. переназначен директором Института эволюционной антропологии Общества Макса Планка.
Автор более 240 статей в рецензируемых журналах, в частности в Nature, Science, Cell, Nature Reviews Genetics, PNAS, Nature Microbiology, Nature Communications.
Соавтор двух книг:
- Johannes Krause und Thomas Trappe. Die Reise unserer Gene: Eine Geschichte über uns und unsere Vorfahren. — Berlin: Propyläen Verlag, 2019. — 288 s. — ISBN 9783549100028. Переводы:
  - Путешествие наших генов: история о нас и наших предках[7]
  - A Short History of Humanity. A New History of Old Europe[8]
- Johannes Krause und Thomas Trappe. Hybris: Die Reise der Menschheit: Zwischen Aufbruch und Scheitern. — Berlin: Propyläen Verlag, 2021. Перевод:
  - Hubris. The Rise, Fall, and Future of Humanity[9]